# Marcus Minicius Marcellinus
Marcus Minicius Marcellinus war ein im 1. und 2. Jahrhundert n. Chr. lebender Angehöriger des römischen Ritterstandes (Eques).
Durch ein Militärdiplom, das auf den 10. August 123 datiert ist, ist belegt, dass Marcellinus 123 Kommandeur der Ala Brittonum civium Romanorum war, die zu diesem Zeitpunkt in der Provinz Dacia Porolissensis stationiert war.